# Cryphaea raddiana
Cryphaea raddiana är en bladmossart som beskrevs av Georg Ernst Ludwig Hampe 1879. Cryphaea raddiana ingår i släktet Cryphaea och familjen Cryphaeaceae. Inga underarter finns listade i Catalogue of Life.